# Приморський ВТТ Дальбуду
Приморський ВТТ Дальбуду (рос. ПРИМОРСКИЙ ИТЛ ДАЛЬСТРОЯ, Приморлаг, Примлаг, Приморское ЛО) — табірний підрозділ, що діяв у структурі Дальбуду (рос. Дальстрой).
Відкритий не пізніше 01.02.51;

закритий між 01.08.53 і 03.09.53.

Реорганізований: між 22.05.51 і 01.06.52 з ТВ (табірне відділення) у ВТТ.
Адреса: Приморський край, бух. Находка, п/я АВ-261/98.

## Виконувані роботи
- вантажно-розвантажувальні,
- с/г, ремонтні роботи,
- буд-во складів, робота в бондарно-ящиковому цеху.

## Чисельністьз/к
- 22.05.51 — 3635;
- 01.09.51 — 4337;
- 01.06.52 — 3760;
- 01.08.53 — 2658.